# Sergej Bakulin
Sergej Vasiljevitj Bakulin ryska: Сергей Васильевич Бакулин), född 13 november 1986, är en rysk friidrottare (gångare).